# Řásná
Řásná település Csehországban, a Jihlavai járásban. Řásná Mrákotín, Horní Dubenky, Kaliště, Batelov, Řídelov, Lhotka, Vanůvek és Vanov településekkel határos. Lakosainak száma 269 fő (2024. január 1.).

## Népesség
A település lakosságának változását az alábbi diagram mutatja:
| Lakosok száma | 273  | 291  | 274  | 257  | 208  | 187  | 218  | 242  | 236  | 269  |
|               | 1869 | 1900 | 1921 | 1961 | 1980 | 2011 | 2016 | 2019 | 2021 | 2024 |